# Blek slöjhätting
Blek slöjhätting (Conocybe velata) är en svampart som först beskrevs av Josef Velenovský, och fick sitt nu gällande namn av Watling 2004. Conocybe velata ingår i släktet Conocybe och familjen Bolbitiaceae.   Inga underarter finns listade i Catalogue of Life.
I den svenska databasen Dyntaxa används istället namnet Pholiotina velata för samma taxon.  Arten är reproducerande i Sverige.